# Звезда солдата
«Звезда́ солда́та» (фр. L'Etoile du soldat) — художественный фильм 2006 года. Премьера фильма состоялась 5 сентября 2006 года.
Фильм основан на реальных событиях времён Афганской войны. Прототип главного героя фильма — младший сержант Саминь Николай Григорьевич, геройски погибший во время восстания советских военнопленных в лагере моджахедов в Бадабере.
Съёмки фильма проводились в Афганистане и в Советском Союзе.

## Сюжет
Советский солдат Николай попадает в афганский плен к Ахмад Шаху Масуду, где ему дают новое имя Ахмад. Под влиянием французского журналиста Кристофа афганские моджахеды разрешают его отпустить. Французу афганцы поручают перевести пленного через границу. Вдвоём они пересекают границу Пакистана, где Кристофа, как гражданина Франции, пропускают, а советского солдата расстреливают…

## В ролях
| Актёр              | Роль                      |
| ------------------ | ------------------------- |
| Саша Бурдо         | Николай, советский солдат |
| Владимир Давиденко | Игорь                     |
| Наталия Житкова    | Таня                      |
| Патрик Шовель      | Вергос                    |
| Мохаммед Амин      | Наджимутдин               |
| Елена Михеева      | мать Николая              |
| Сергей Сосновский  | отец Николая              |
| Мурад Ибрагимбеков | Зановьев                  |
| Павел Кузин        | лейтенант Кузнецов        |
| Денис Манохин      | майор Мозг                |
| Евгений Принцев    | Андрей                    |
| Игорь Нарышкин     | Володя                    |
| Илья Просекин      | Саратов                   |
| Николай Потапов    | советский солдат          |
| Антон Чалыш        | советский радист          |
| Александр Каспаров | советский солдат          |
| Герман Магнусов    | Борис                     |

## Награды и премии
- «Лучший фильм фестиваля» по мнению жюри в осеннем фестивале в Гарданне.